# 小行星7340
小行星7340（英語：7340）是一颗围绕太阳公转的小行星。1991年10月29日，上田清二、金田宏在钏路市发现了此天体。
这颗小行星的绝对星等为214.524236275061等。